# Luis Sorela Carcaño
Luis Sorela Carcaño (Isla de León, 18 de junio de 1784 – Madrid, 31 de octubre de 1847) fue un hacendista y político español.  

## Biografía
Hijo de español e italiana, apellidándose su madre Calcagno, estudió en Sevilla para comenzar una brillante carrera administrativa desempeñando empleos de director de las Bulas y Penas de Cámara y del Derecho del Registro, director general de Deuda Pública o presidente de la Junta de Liquidación de la Deuda del Estado. Durante el Trienio liberal ocupó el puesto de secretario de Estado y del Despacho de Hacienda interino entre los días 2 y 4 de marzo de 1821, entre el 11 y 24 de enero de 1822 y entre el 30 de enero al 28 de febrero de 1822. 